# Friuli Aquileia Muller Thurgau frizzante
Il Friuli Aquileia Müller Thurgau frizzante è un vino DOC la cui produzione è consentita nella provincia di Udine.

## Caratteristiche organolettiche
- colore: paglierino
- odore: intenso, caratteristico, gradevole
- sapore: asciutto, rotondo, armonico, vivace nel tipo specifico

## Produzione
Provincia, stagione, volume in ettolitri
- nessun dato disponibile